# مصطفی (نام)
مصطفی به معنای برگزیده، از نام‌های اسلامی است که شاید منظور از آن یکی از این موارد باشد:
- محمد مصطفی
- سید مصطفی خمینی
- مصطفی ملکیان
- مصطفی رحماندوست
- مصطفی چمران
- مصطفی احمدی روشن
- مصطفی هاشمی‌طبا
- مصطفی معین
- مصطفی پورمحمدی
- مصطفی محمدنجار
- مصطفی اسماعیل
- مصطفی بارزانی
- مصطفی عبدالجلیل
- مصطفی خان بستکی
- مصطفی تاج‌زاده
- مصطفی خرم‌دل
- مصطفی کیایی
- مصطفی طه
- مصطفی عرب
- مصطفی عدل
- مصطفی شایسته
- مصطفی میری
- مصطفی اکرامی
- مصطفی زمانی
- مصطفی دنیزلی
- مصطفی کمال پورتراب
- مصطفی رستمی
- ابوعلی مصطفی
- مهدی مصطفی